# Medvjeđa žuč
Medvjeđa žuč je probavna tekućina, koja se proizvodi u jetri medvjeda i čuva u žučnoj kesi, a koja se koristi u tradicionalnoj azijskoj medicini.
Medvjedi se drže u zatočeništvu, obično u jako lošim uvjetima, kako bi se sakupila njihova žuč. Procjenjuje se da se 12000 medvjeda uzgaja za proizvodnju žuči u Kini, Južnoj Koreji, Laosu, Vijetnamu i Mijanmaru. Potražnja za žuči postoji u tim zemljama, kao i u nekim drugim, poput Malezije i Japana. 
Vrsta medvjeda koja se najčešće uzgaja za žuč je azijski crni medvjed (lat. Ursus thibetanus), iako se također koriste sunčev medvjed (Helarctos malayanus), smeđi medvjed (Ursus arctos) i sve druge vrste (jedina iznimka je velika panda, koja ne proizvodi takvu žuč). I azijski crni medvjed i sunčev medvjed navedeni su kao ranjivi na Crvenom popisu ugroženih životinja, koji je objavila Međunarodna unija za zaštitu prirode. Prije su ih lovili zbog žuči, ali tvornička proizvodnja postala je uobičajena otkako je lov bio zabranjen 1980.-ih. 
Žuč se može prikupiti pomoću nekoliko tehnika, a sve zahtijevaju određeni stupanj kirurgije, a može se ostaviti trajna fistula ili umetnuti kateter. Značajan dio medvjeda umire zbog stresa zbog nekvalificirane kirurgije ili infekcija koje se mogu dogoditi.
Uzgajani medvjedi neprestano su smješteni u malim kavezima, koji im često onemogućuju da stoje ili sjede uspravno ili da se okreću. Ovi visoko restriktivni sustavi kaveza i niska razina kvalificiranog uzgoja mogu dovesti do širokog spektra zabrinutosti za dobrobit, uključujući fizičke ozljede, bol, teški mentalni stres i atrofiju mišića. Neki su medvjedi ulovljeni kao mladunci i u tim se uvjetima mogu držati do 30 godina.
Vrijednost trgovine medvjeđim proizvodima procjenjuje se na dvije milijarde dolara. Praksa tvorničkog uzgoja medvjeda zbog žuči opsežno je osuđena, uključujući i kineske liječnike.